# كركر (فيلم)
كركر هو فيلم مصري أنتج عام 2007, من بطولة الممثل الكوميدي محمد سعد وياسمين عبد العزيز, ومن إخراج علي رجب, وتأليف أحمد عبد الله.

## قصة الفيلم
تدور أحداث الفلم في قالب كوميدي درامي حول كركر (محمد سعد) الشاب الثري الذي تسببت له صعقة كهربائية بالجنون ، وبعد موت والده يحاول عمه عاصم (حسن حسني) استغلال مرضه والاحتيال عليه للحصول على أمواله ، وفي نفس الوقت تحاول عمته (رجاء الجداوي) هي الأخرى الاستيلاء على أمواله ، فيتفق الاثنان على خداع (كركر) ، وتتوالى الأحداث في الصراع بين الخير والشر .

## الممثلون
- محمد سعد (الحناوي، كركر، رضا)
- ياسمين عبد العزيز
- حسن حسني
- رجاء الجداوي
- علاء مرسي
- إيناس النجار
- لطفي لبيب

## روابط خارجية
- كركر على موقع IMDb (الإنجليزية)
- كركر على موقع الدهليز
- كركر على موقع قاعدة بيانات الأفلام العربية
- كركر على موقع قاعدة بيانات الفيلم (الإنجليزية)
- كركر على موقع ليتربوكسد (الإنجليزية)